# James Coyle
James Edwin Coyle (23 de marzo de 1873 – 11 de agosto de 1921) fue un sacerdote católico situado en Birmingham, Alabama. En 1921 fue asesinado por un miembro del Ku Klux Klan después de haber consagrado un matrimonio entre un católico puertorriqueño y la hija del asesino, quien se había convertido recientemente.

## Biografía
Coyle nació en Irlanda en 1873 y fue ordenado en la iglesia católica el 30 de mayo de 1896.En 1904, fue nombrado un pastor de la Catedral de San Pablo en Birmingham por el Obispo de Mobile Edward Patrick Allen.
El 11 de agosto de 1921, el padre Coyle recibió tres disparos de un arma automática cuando leía en el pórtico de la rectoría de San Pablo. Su asesino, E.R. Stephenson, era un ministro en la iglesia metodista y miembro del Ku Klux Klan que estaba enfurecido porque el sacerdote había realizado un matrimonio entre su hija y un puertorriqueño.
William E. Fort, un miembro del Klan, defendió a Stephenson durante el juicio. Con la ayuda del Ku Klux Klan, el asesino logró a ser absuelto de su delito.